# Croix du Mérite de guerre (Italie)
Pour les articles homonymes, voir Croix du Mérite de guerre.
La croix du Mérite de guerre (en italien : croce al merito di guerra) est une distinction militaire italienne instituée par le roi Victor-Emmanuel III à Rome le 19 janvier 1918.
Cette décoration est d'un degré moins élevé que l'ensemble des décorations de la valeur militaire (decorazioni al valor militare) comprenant par ordre hiérarchique décroissant les médailles d'or, d'argent et de bronze, ainsi que la croix de guerre de la valeur militaire (italien : croce di guerra al valor militare) qui est très proche d'aspect.
La croix du Mérite de guerre a été initialement décernée aux soldats des forces armées italiennes qui ont servi au moins un an dans une zone de combats durant la Première Guerre mondiale ou qui ont été blessés.
En réalité elle a été décernée à pratiquement tous les combattants italiens de la Première Guerre Mondiale qui, s'ils étaient encore en vie en 1968, ont également été nommés chevaliers de l'ordre de Vittorio Veneto.
De son institution jusqu'au 30 mai 1927, 1 034 924 croix furent décernées.

## Destinataires notables
- Robert L. Blackwell (en), privée, US Army, ministère de la Santé
- Tasker H. Bliss, le général de l'armée américaine
- Evans Carlson, le général de brigade, les Marines américains, leader des Raiders de Carlson
- William J. Donovan, le major-général, l'armée américaine, ministère de la Santé
- François-Charles-Ernest Octobon, commandant de l'armée de terre française, archéologue et préhistorien
- Edouard Izac (en), lieutenant, Marine américaine, ministère de la Santé
- Clayton P. Kerr (en), United States Army Major général et membre d'Allied Mission à l'armée italienne dans Seconde Guerre mondiale
- Frank Luke, Jr. (en), lieutenant de l'armée américaine Air Service, ministère de la Santé
- Douglas MacArthur (en), le général, l'armée américaine, ministère de la Santé
- Alvin York, le sergent, US Army, ministère de la Santé
- Richmond H. Hilton (en), le sergent, US Army, ministère de la Santé
- Carioti Quinto, privée, armée italienne
- Giuseppe Cirrincione, maréchal aéronautique
- Paul Maistre, général de l'armée française